# Gernikako Arbola
Drzewo z Gerniki (bask. Gernikako Arbola) – dąb symbolizujący wolności biskajskie i szerzej – baskijskie, stojący w mieście Gernika.

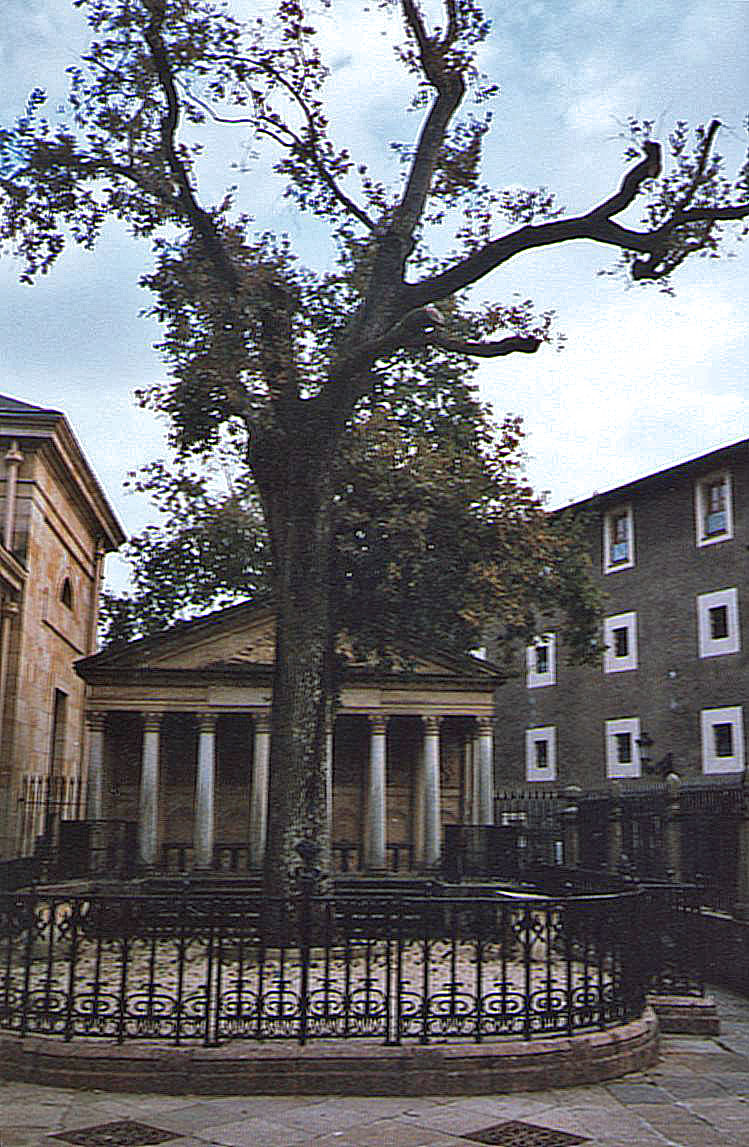
Gernikako Arbola.

## Drzewo i Wielmożowie Biskajscy
Wielmożowie Biskajscy przysięgali pod tym drzewem, że będą przestrzegać przywilejów biskajskich (na zasadzie podobnej do polskich Artykułów henrykowskich). Po włączeniu ziem biskajskich do Królestwa Kastylii, tytuł Wielmoży Biskajskiego połączono na stałe z koroną kastylijską; od tego czasu kolejni królowie Kastylii (później Hiszpanii) i pretendenci karlistowscy składali przysięgę pod Gernikako Arbola.
W siedzibie władz w Gernika przechowywany jest obraz siedemnastowiecznego malarza Francisco de Mendieta, który przedstawia zaprzysiężenie przez Ferdynanda II przywilejów biskajskich.
Dziś jest to miejsce, w którym Lehendakari, szef rządu baskijskiego, składa przysięgę rozpoczynając urzędowanie.

Herb Vizcaya.

Dąb w prawym górnym polu oraz liście dębowe i żołędzie w herbie Kraju Basków.

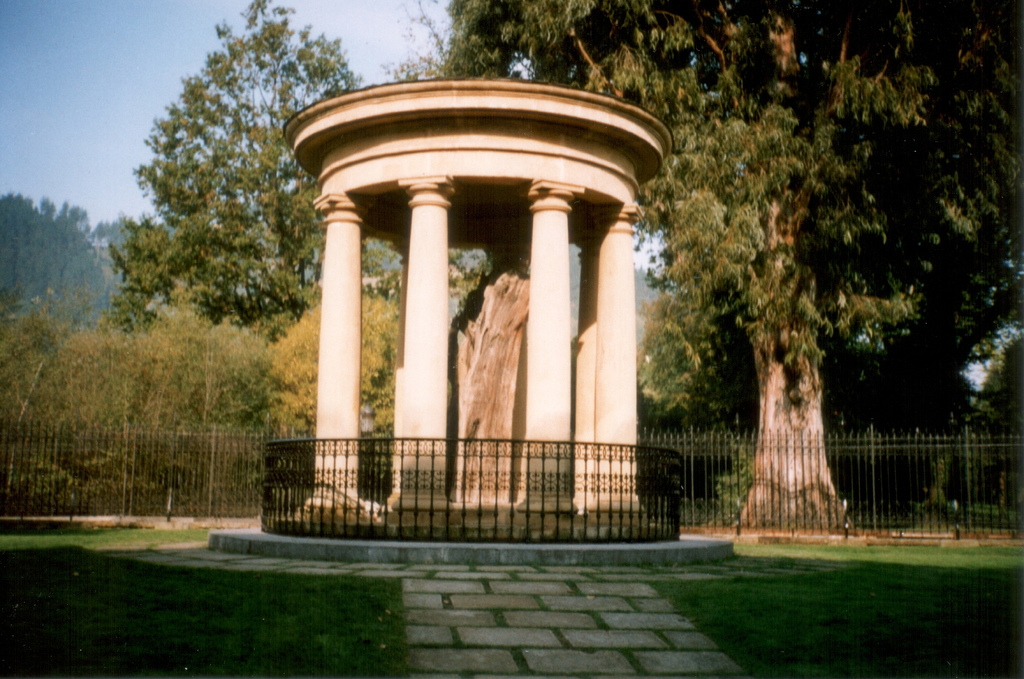
Pień Starca.

Dąb widnieje w herbie Kraju Basków, prowincji Vizcaya, i wielu miast baskijskich.

## Historia Drzewa

### Ojciec(XIV wiek – 1742)
Tradycyjnie uważa się XIV wiek za okres narodzin pierwszego udokumentowanego drzewa. Ojciec usechł w roku 1742, zaś w jego miejsce posadzono Starca.

### Starzec(1742-1860)
Posadzony w 1742 w następstwie Ojca. W roku 1839 królowa-regentka Maria Krystyna Sycylijska zaprzysięgła przywileje w imieniu swojej, wówczas dziewięcioletniej, córki Izabeli II; Była to ostatnia taka uroczystość. Drzewo uschło w 1860.

### Syni jego następcy
Syn był świadkiem przysięgi pierwszego baskijskiego Lehendakari – José Antonio Aguirre i przetrwał bombardowanie miasta przez niemiecki Legión Cóndor w 1937. 20 kwietnia 2004 uznano, że jest już zbyt stary i 25 lutego następnego roku zastąpiono go innym, wyhodowanym z jego nasion. Ten czwarty z kolei dąb stoi do dziś.
Istnieje wiele drzew pochodzących od Syna, które rosną w wielu miejscach zamieszkanych przez diasporę baskijską.

## Przysięga
Lehendakari José Antonio Aguirre podkreślił symboliczne znaczenie dębu przysięgając pod nim jako pierwszy autonomiczny szef baskijskiego rządu.

Pokorny przed Bogiem,

stojąc na baskijskiej ziemi,

wspominając przodków,

pod Drzewem z Gerniki,

przysięgam

wiernie wypełniać swoje obowiązki.

Od tamtego czasu każdy kolejny Lehendakari używając tych słów przysięgał na krucyfiks i Biblię w języku baskijskim. Później przed przysięgam dodano słowa przed Wami, przedstawicielami narodu.
Tę tradycyjną formułę zmienił dopiero Patxi López 7 maja 2009 roku. Trzymając ręce na egzemplarzach Konstytucji Hiszpanii i Statutu Autonomicznego Kraju Basków powiedział:

Stojąc na baskijskiej ziemi,

pod Drzewem z Gerniki,

przed Wami, przedstawicielami społeczności baskijskiej,

wspominając przodków,

z szacunku dla prawa obiecuję

wiernie wypełniać moją funkcję lehendakari

## Drzewo z Gerniki w literaturze
Dąb z Gerniki pojawia się między innymi w utworze La prudencia en la mujer słynnego hiszpańskiego dramaturga Tirso de Molina oraz sonecie The Oak of Guernica wybitnego poety angielskiego Williama Wordsworth'a.

## Wojna domowa
W czasie hiszpańskiej wojny domowej drzewo nie tylko przetrwało bombardowanie z powietrza, ale również zajęcie miasta przez wojska generała Franco. Kiedy po ich wkroczeniu miasto obiegła wieść, jakoby falangiści planowali siekierami ściąć dąb jako symbol separatyzmu i nacjonalizmu baskijskiego, Requetés, uzbrojeni bojówkarze karlistowskiej milicji, otoczyli go i nie dopuścili do jego zniszczenia.